# Петричинка
Петричи́нка (рос. Петричинка) — річка в Кіясовському районі Удмуртії, Росія, ліва притока Шехостанки.
Річка починається на північний схід від села Косолапово. Протікає на південний захід та південь. Впадає до Шехостанки на кордоні із Сарапульським районом. Нижня течія проходить через лісові масиви.
На річці розташоване село Косолапово, в середній течії створено став, в нижній — збудовано автомобільний міст.